# 아치나나나 열대우림

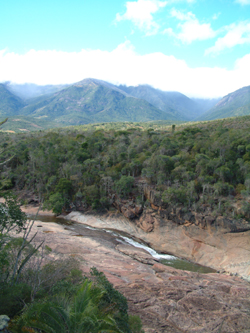

아치나나나 열대우림 또는 아치나나나 우림(Rainforests of the Atsinanana)은 2007년에 등재된 세계유산으로 마다가스카르 동부에 있는 6개 국립공원의 13개 특정 지역으로 구성되어 있다.
- 마로제지 국립공원
- 마소알라 국립공원
- 자하메나 국립공원
- 라노마파나 국립공원
- 안드링기트라 국립공원
- 안도하헬라 국립공원

아치나나나의 열대우림은 섬의 동쪽 부분을 따라 분포되어 있다. 이러한 유적 숲은 섬의 지질학적 역사를 반영하는 마다가스카르의 독특한 생물 다양성의 생존에 필요한 지속적인 생태 과정을 유지하는 데 매우 중요하다. 6천만년 전에 다른 모든 육지로부터 완전히 분리된 마다가스카르의 식물과 동물은 고립되어 진화했다. 열대우림은 생태학적, 생물학적 과정뿐만 아니라 생물 다양성과 이것들이 지원하는 멸종 위기 종에 대한 중요성이 새겨져 있다. 많은 종은 희귀하고 특히 여우원숭이와 기타 영장류에서 멸종 위기에 처해 있다.

## 같이 보기
- 위험에 처한 세계유산